# Монтолен
Монтоле́н (фр. Montaulin) — коммуна во Франции, находится в регионе Шампань — Арденны. Департамент — Об. Входит в состав кантона Люзиньи-сюр-Барс. Округ коммуны — Труа.
Код INSEE коммуны — 10245.
Коммуна расположена приблизительно в 155 км к юго-востоку от Парижа, в 80 км южнее Шалон-ан-Шампани, в 11 км к юго-востоку от Труа. Стоит на реке Барс.

## Население
Население коммуны на 2008 год составляло 722 человека.
| 1962 | 1968 | 1975 | 1982 | 1990 | 1999 | 2008 |
| ---- | ---- | ---- | ---- | ---- | ---- | ---- |
| 353  | 374  | 388  | 538  | 573  | 27   | 722  |

## Администрация
| Период | Период | Фамилия       | Партия | Примечания |
| ------ | ------ | ------------- | ------ | ---------- |
| 2001   | 2008   | Жорж Ди Гизеп |        |            |
| 2008   |        | Филип Шмит    |        |            |

## Экономика
В 2007 году среди 473 человек в трудоспособном возрасте (15—64 лет) 356 были экономически активными, 117 — неактивными (показатель активности — 75,3 %, в 1999 году было 74,4 %). Из 356 активных работали 335 человек (177 мужчин и 158 женщин), безработных было 21 (13 мужчин и 8 женщин). Среди 117 неактивных 53 человека были учениками или студентами, 49 — пенсионерами, 15 были неактивными по другим причинам.

## Фотогалерея
- Церковь Св. Иоанна Крестителя
- Церковь Сен-Мартен
- Памятник погибшим в Первой и Второй мировых войнах
- Мэрия